# Jore Dea

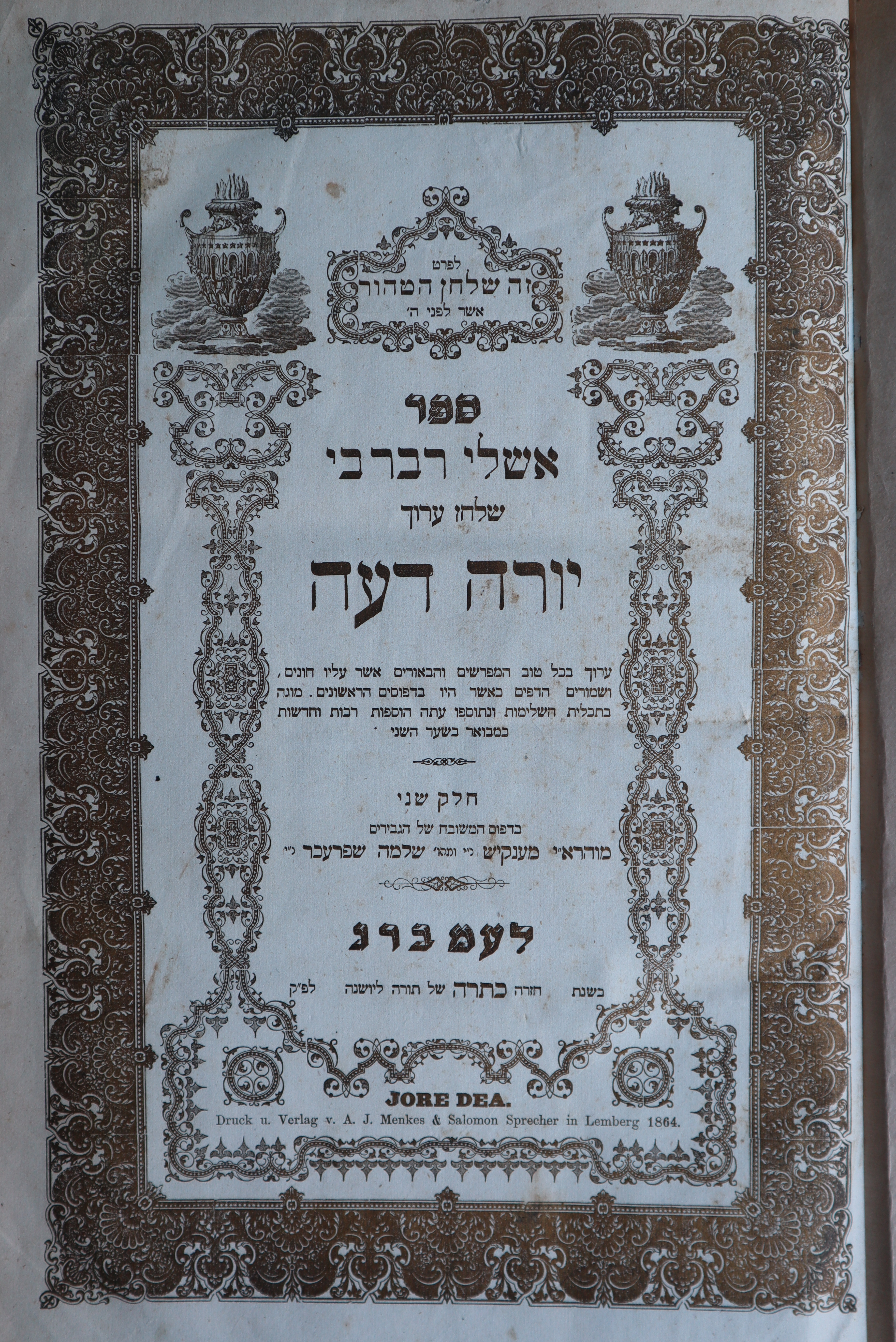
Jore Dea, wydawnictwo i druk: Abraham Izak Menkes & Salomon Sprecher, Lwów 1864

Jore Dea (z hebr. nauczyciel, mądrość wiedzy) – kolejna część ordynacji prawa halachicznego, napisana przez Jaakowa ben Aszera oraz Józefa Karo, twórcy Szulchan Aruch. Opublikowany w Wenecji w 1550-1551. Nie jest jednolitą częścią prawa żydowskiego. Można odszukać w nim wiele wymiarów prawa halachicznego, między innymi tematy dotyczące: niedozwolonych czynów, narzeczeństwa, małżeństwa, rozwodu, żałoby, instrukcji dotyczących ceremonii w czasie pracy i koszerności. 
Przykłady tematów zawartych w Jore Dea, nie mających żadnych ograniczeń:
- żałoba
- studiowanie Tory
- Tora
- mezuza
- konwersja (nawrócenie)
- zasady dotyczące robienia tatuażu
- odwiedzanie chorych